# تپه و گورستان شمسی خان
تپه و قبرستان شمسی خان مربوط به دوره اشکانیان است و در شهرستان درگز، بخش لطف آباد، روستای شمسی خان واقع شده و این اثر در تاریخ ۲۳ فروردین ۱۳۴۶ با شمارهٔ ثبت ۶۷۱ به‌عنوان یکی از آثار ملی ایران به ثبت رسیده است.